# Taiwanische Badmintonmeisterschaft 1991
Die Taiwanische Badmintonmeisterschaft der Saison 1990/1991 war die 36. Auflage der nationalen Titelkämpfe von Taiwan im Badminton. Die Meisterschaft fand bereits Ende November 1990 statt.

## Titelträger
| Disziplin    | Sieger                        |
| ------------ | ----------------------------- |
| Herreneinzel | Lee Mou-chou                  |
| Dameneinzel  | Chen Hsiao-li                 |
| Herrendoppel | Ger Shin-ming Yang Shih-jeng  |
| Damendoppel  | Sun Tsai-ching Lee Chien-mei  |
| Mixed        | Horng Shin-jeng Lee Chien-mei |